# Richard Gunn
Richard Keneth Gunn (Charing Cross, Gran Londres, Inglaterra, 16 de febrero de 1871–Lambeth, Gran Londres, Inglaterra, 23 de junio de 1961) fue un boxeador británico. Es el pugilista de mayor edad que ha obtenido una medalla de oro en la historia de las olimpiadas. A sus 37 años y 254 días, derrotó en la pelea final a Charles W. Morris en la categoría de peso pluma durante los Juegos Olímpicos de Londres 1908. Antes de participar en esta competencia, Gunn había ganado tres títulos de la  Asociación de Boxeo Amateur de Inglaterra entre los años 1894 y 1896.